# Heeßen
Heeßen település Németországban, azon belül Alsó-Szászország tartományban. Lakosainak száma 1422 fő (2023. december 31.).

## Népesség
A település népességének változása:
| Lakosok száma | 1373 | 1385 | 1420 | 1419 | 1413 | 1422 |
|               | 2016 | 2017 | 2019 | 2021 | 2022 | 2023 |